# Херман III (Салм)
Херман III фон Салм (на немски: Hermann III von Salm; * ок. 1105, дворец де Салм, Люксембург; † 12 век) от род Дом Салм, е граф на Саверн в Елзас.

## Биография
Той е малкият син на граф Херман II фо Салм († 1136) и съпругата му Агнес дьо Бар († 1176), дъщеря на граф Дитрих от Мусон († 1105) от Дом Скарпон и съпругата му Ерментруда Бургундска († 1105), дъщеря на граф Вилхелм I от Бургундия от Иврейската династия. Внук е на Херман Люксембургски († 1088), граф на Салм и немски геген-крал (1081 – 1088) в Саксония. Брат е на Хайнрих I († 1165), който получава територията в Еслинг в Люксембург, и на Дитрих фон Салм († 1156), абат на Св. Паул във Вердюн.
Херман III получава територията Саверн в Елзас. Братята наследяват бездетния си чичо Херман III.
Той се жени ок. 1130 г. в дворец де Салм в Люксембург за Матилда дьо Парой (* ок. 1109). Бракът е бездетен. През 1140 г. майка му основава манастир Алта Силва.
Херман III умира бездетен. Наследен е от синовете на брат му Хайнрих I.